# 建设街道 (库尔勒市)
建设街道，是中华人民共和国新疆维吾尔自治区巴音郭楞蒙古自治州库尔勒市下辖的一个乡镇级行政单位。

## 行政区划
建设街道下辖以下地区：
塔指社区、康都社区、东方社区、建设社区、平安社区、凌达社区、龙山社区和百合社区。